# Стајковце (Власотинце)
Стајковце је насеље у Србији у општини Власотинце у Јабланичком округу. Према попису из 2022. било је 1.463 становника (према попису из 2011. било је 1.538 становника).   Стајковце је највеће рурално насеље у општини Власотинце.  Поред Власотинца, једино је место које има изнад 1000 становника на територији општине.
Стајковце је најразвијеније рурално насеље у општини Власотинце.  У насељу се налази пословница Поште Србије, четворогодишња Основна школа и Здравствена амбуланта Дома Здравља Власотинце.
Доминантна активност у насељу је пољопривреда.  У насељу се могу наћи више фабрика, разне предузетничке делатности, пекара и посластичарница.

## Положај и тип
То је једно од већих села у доњем сливу Власине, лежи десно од реке, на тераси високој 8 м, недалеко од њеног ушћа у Јужну Мораву. Околна села су Конопница са истока и Гложане са југа.
Воду за пиће становници добијају из централног општинског водовода.  После другог светског рата у десној Горњој махали саграђена је чесма са водом из извора Бучке. На потесу Ливада избијају извори Кун и Калуђерица. 

Стајковце има просторан атар са бројним потесима. У пољу око корита Власине леже ови потеси: Сливјак, Тршевина, Прогон, Ширина, Селиште, Жабар, Морава и Влашница. Потеси на брдовитом земљишту северно од села су: Зли Дол, Росуља, Владичка долина, Свињарник, Лапин луг, Голи рид, Шумица, Селиште, Дубрава и Трлина. 

Стајковце има збијени тип. Издвајају се три махале: Доња са 35 кућа, Горња лева са 115 кућа, и Горња десна са 85 кућа. У махалама су куће сродничких кућа.

## Прошлост села
На атару Стајковца постоје два селишта: једно у пољу. друго на брежуљкастом земљишту. По остацима од старина као да је значајније било насеље у пољу. Има и један затрпан бунар. На другом селишту избија извор Бучке.
Становници Стајковца сматрају да је суседна Конопница старија од њиховог села.
Када је 1879. године извршен попис Власотиначког среза, у месту "Стојковце" било је стање: 77 кућа са 420 становника. Само је шест мушкараца тада било писмено, а село броји 101 пореску главу.
Стајковце лежи на раније значајном путу који је водио десно од Ј. Мораве у правцу Власотинце—Ниш. 

У Стајковцу црква не постоји. Сеоска слава је Спасовдан.
Од 1907. године до данас Јужна Морава однела је око 60 хектара обрадиве земље.

## Демографија
У насељу Стајковце живи 1215 пунолетних становника, а просечна старост становништва износи 37,9 година (36,1 код мушкараца и 39,8 код жена). У насељу има 291 домаћинство, а просечан број чланова по домаћинству је 5,51.
Ово насеље је великим делом насељено Србима (према попису из 2002. године), а у последња три пописа, примећен је пораст у броју становника.
|  |

| Демографија | Демографија | Демографија |
| Година      | Становника  | Становника  |
| ----------- | ----------- | ----------- |
| 1948.       | 1.204       |             |
| 1953.       | 1.308       |             |
| 1961.       | 1.337       |             |
| 1971.       | 1.379       |             |
| 1981.       | 1.457       |             |
| 1991.       | 1.515       | 1.513       |
| 2002.       | 1.603       | 1.617       |
| 2011.       | 1.538       |             |
| 2022.       | 1.463       |             |

| Етнички састав према попису из 2002.‍ | Етнички састав према попису из 2002.‍ | Етнички састав према попису из 2002.‍ | Етнички састав према попису из 2002.‍ | Етнички састав према попису из 2002.‍ |
| ------------------------------------ | ------------------------------------ | ------------------------------------ | ------------------------------------ | ------------------------------------ |
|                                      |                                      |                                      |                                      |                                      |
| Срби                                 | Срби                                 |                                      | 1.601                                | 99,87%                               |
| Македонци                            | Македонци                            |                                      | 1                                    | 0,06%                                |
| Бугари                               | Бугари                               |                                      | 1                                    | 0,06%                                |

| Година пописа     | 1948. | 1953. | 1961. | 1971. | 1981. | 1991. | 2002. |
| ----------------- | ----- | ----- | ----- | ----- | ----- | ----- | ----- |
| Број домаћинстава | 172   | 185   | 235   | 253   | 297   | 315   | 291   |

| Број чланова      | 1 | 2  | 3  | 4  | 5  | 6  | 7  | 8  | 9 | 10 и више | Просек |
| ----------------- | - | -- | -- | -- | -- | -- | -- | -- | - | --------- | ------ |
| Број домаћинстава | 8 | 17 | 18 | 36 | 47 | 89 | 48 | 15 | 6 | 7         | 5,51   |

| Пол    | Укупно | Неожењен/Неудата | Ожењен/Удата | Удовац/Удовица | Разведен/Разведена | Непознато |
| ------ | ------ | ---------------- | ------------ | -------------- | ------------------ | --------- |
| Мушки  | 627    | 104              | 493          | 27             | 3                  | 0         |
| Женски | 655    | 64               | 497          | 92             | 2                  | 0         |
| УКУПНО | 1.282  | 168              | 990          | 119            | 5                  | 0         |

| Пол    | Укупно                    | Пољопривреда, лов и шумарство | Рибарство                            | Вађење руде и камена | Прерађивачка индустрија       |
| ------ | ------------------------- | ----------------------------- | ------------------------------------ | -------------------- | ----------------------------- |
| Мушки  | 474                       | 389                           | 0                                    | 0                    | 22                            |
| Женски | 290                       | 267                           | 0                                    | 0                    | 6                             |
| УКУПНО | 764                       | 656                           | 0                                    | 0                    | 28                            |
| Пол    | Производња и снабдевање   | Грађевинарство                | Трговина                             | Хотели и ресторани   | Саобраћај, складиштење и везе |
| Мушки  | 1                         | 18                            | 23                                   | 2                    | 2                             |
| Женски | 0                         | 0                             | 10                                   | 0                    | 1                             |
| УКУПНО | 1                         | 18                            | 33                                   | 2                    | 3                             |
| Пол    | Финансијско посредовање   | Некретнине                    | Државна управа и одбрана             | Образовање           | Здравствени и социјални рад   |
| Мушки  | 0                         | 0                             | 1                                    | 4                    | 7                             |
| Женски | 0                         | 0                             | 0                                    | 3                    | 1                             |
| УКУПНО | 0                         | 0                             | 1                                    | 7                    | 8                             |
| Пол    | Остале услужне активности | Приватна домаћинства          | Екстериторијалне организације и тела | Непознато            | Непознато                     |
| Мушки  | 3                         | 0                             | 0                                    | 2                    | 2                             |
| Женски | 0                         | 0                             | 0                                    | 2                    | 2                             |
| УКУПНО | 3                         | 0                             | 0                                    | 4                    | 4                             |